# Clothianidin
Clothianidin ist ein Insektizid und gehört zur Wirkstoffgruppe der Neonicotinoide. Es wurde von Takeda Chemical Industries und der Bayer AG gemeinsam um 2000 entwickelt und 2004 in Deutschland unter dem Produktnamen Poncho zugelassen.
Nachdem es im April/Mai 2008 zu einem massiven Bienensterben in der Oberrheinischen Tiefebene gekommen war, ließ das deutsche Bundesamt für Verbraucherschutz und Lebensmittelsicherheit vom 15. Mai 2008 an die Zulassung von acht Saatgutbeizmitteln ruhen. Sechs davon enthielten Wirkstoffkombinationen, bei denen Clothianidin oder der verwandte Wirkstoff Thiamethoxam enthalten waren, eines enthielt nur Clothianidin und eines nur das Schneckenbekämpfungsmittel Methiocarb. Einige Wochen später wurde Clothianidin wieder zur Saatgutbeizung (außer Mais) zugelassen. Aufgrund der PflSchSaatgAnwendV vom 22. Juli 2016 (BGBl. I S. 1782) ist die Verwendung von mit Clothianidin, Imidacloprid oder Thiamethoxam behandeltem Saatgut für Wintergetreide verboten.

## Wirkung
Clothianidin ist ein systemisches Insektizid mit Kontakt- und Fraßgiftwirkung. Es wird vor allem über die Wurzeln, aber auch über die Blätter aufgenommen und gut in der Pflanze verteilt. Es wirkt als Agonist an den nikotinischen Acetylcholinrezeptoren.

## Anwendung
Das Insektizid wird gegen zahlreiche saugende und beißende Insekten, wie Blattläuse, Thripse, Weiße Fliege in vielen verschiedenen Kulturen eingesetzt. Auf Grund seiner hohen Wurzelsystemizität soll auch ein Einsatz zur Boden- und Saatgutbehandlung möglich sein.
Wie Imidacloprid eignet es sich zur Beizung von Saatgut. Clothianidin hat etwa die doppelte Wirkung von Imidacloprid. Zusätzlich soll es eine gute translaminare Verteilung zeigen, da der Wirkstoff über das Leitgewebe (Xylem) in die Blätter und Halme und dabei auch an die Blattunterseiten transportiert wird. Zu den Blattunterseiten gelangen gespritzte Pestizide in der Regel nur eingeschränkt.
Der Wirkstoff entfaltet seine Wirkung bis in den Sommer hinein und wirkt gegen beißende und saugende Schädlinge. Andere Insekten, Wasserpflanzen und Fische sollen bei sachgemäßer Anwendung in der landwirtschaftlichen Praxis nicht oder nur sehr gering beeinflusst werden. Der bestimmungsgemäße Gebrauch clothianidinhaltiger Produkte soll nach Herstellerangaben bienenungefährlich sein.
Neonicotinoide zählen lebensmitteltechnisch gesehen inzwischen zu den am häufigsten nachweisbaren Pestiziden in Nachtschattengewächsen. Die mittlere Halbwertszeit im Boden beträgt laut Bayer Crop Science 120 Tage, nach Angaben der United States Environmental Protection Agency liegt die Halbwertszeit für den aeroben Abbau in Böden bei 148 bis 1155 Tagen. Der Abbau von Clothianidin im Boden nach Saatgutbeizung erfolgt über Mineralisierung. Verwendung findet es vor allem bei Mais (Westlicher Maiswurzelbohrer), Weizen und Canola (Raps).

## Ökotoxizität
Nachdem das Comité Scientifique et Technique de l’Etude Multifactorielle des Troubles des Abeilles in seinem Abschlussbericht 2003 die Toxizität des Imidacloprid-Insektizids Gaucho festgestellt hatte, rief 2004 der deutsche Berufs- und Erwerbsimkerbund e. V. zusammen mit dem Naturschutzbund (NABU), der Coordination gegen Bayer-Gefahren sowie der österreichischen Umweltorganisation GLOBAL 2000 die deutsche Bundesregierung dazu auf, den Insektiziden Imidacloprid, Thiacloprid und Clothianidin bis zur Klärung der Gefahren die Zulassung zu entziehen.
Das deutsche Bundesamt für Verbraucherschutz und Lebensmittelsicherheit hat aufgrund eindeutiger Zusammenhänge bei einem massiven Bienensterben im Rheintal im Frühjahr 2008 den Verkauf und die Anwendung sowie die Zulassungen von insgesamt acht Saatgut-Behandlungsmitteln gestoppt, darunter auch das von Bayer CropScience vertriebene Präparat Poncho mit dem Wirkstoff Clothianidin, sie jedoch einige Wochen später teilweise wieder zugelassen.
Eine 2009 veröffentlichte Studie der Universität Padua hat untersucht, welche Wirkung Pflanzen aus mit Clothianidin gebeiztem Saatgut auf Bienen haben. Wie sich herausstellte, nehmen Bienen das Insektizid über Guttationstropfen dieser Pflanzen auf. Da der Samen gebeizt wurde, ist das Gift in der ganzen Pflanze präsent, insbesondere auch im Xylemsaft und deshalb in den Guttationstropfen. Je nach Konzentration tritt die Wirkung des Insektizides bereits nach wenigen Minuten ein: Krümmung des Unterleibs, Erbrechen, Koordinationsverlust, Flügellähmung und Tod. Getestet wurden neben Poncho unter anderem auch das Imidacloprid-Präparat Gaucho und Cruiser mit Thiamethoxam von Syngenta. Clothianidin und Thiamethoxam zeigten sich trotz ihrer im Vergleich geringeren Konzentration in den Guttationstropfen signifikant toxischer als Imidacloprid.
Inwieweit spätere Vergiftungen von Bienenvölkern durch das Sammeln von Maispollen möglich sind, ist bisher ungeklärt. Dies wird insbesondere dadurch erschwert, dass im späteren Jahresverlauf zusätzliche Belastungen der Bienenvölker durch den Parasiten Varroamilbe auftreten und somit mehrere Faktoren eine Rolle spielen können. Im Frühjahr und Frühsommer (wie im Rheintal geschehen) kann allerdings eine Schädigung durch die Varroamilbe durch die Verhältnisse der Populationsdynamik von Bienenvolk und Milbe ausgeschlossen werden.
Eine Systematische Übersichtsarbeit aus dem Jahr 2012 stellte fest, dass viele Laborstudien letale und subletale Effekte von Neonicotinoiden auf das Futterbeschaffungs-, Lern- und Erinnerungsvermögen gezeigt hätten, in Studien unter realistischen Feldbedingungen mit entsprechend niedrigeren Dosen hingegen keine Auswirkungen nachgewiesen worden seien.
Eine ebenfalls 2012 veröffentlichte Übersichtsarbeit konnte die Hypothese eines Völkerkollaps durch Neonicotinoidrückstände in Pollen und Nektar auf Basis der Bradford-Hill-Kriterien vorläufig nicht stützen, da erhebliche Wissenslücken bestünden.
Laut einer 2014 veröffentlichten Übersichtsarbeit kann aufgrund von Wissenslücken bisher nicht auf einen alleinigen Kausalzusammenhang zwischen der Nutzung von Neonicotinoiden und Bienensterben geschlossen werden. Das Bienensterben sei bereits vor der breiten Verwendung von Neonicotinoiden aufgetreten und es liege eine schwache geografische Korrelation zwischen Neonicotinoidnutzung und Bienensterben vor.
Eine ebenfalls 2014 erschienene Übersichtsarbeit zu Neonicotinoiden verglich eine Reihe jüngerer Laborstudien mit Feldstudien. Während Laborstudien subletale Effekte gefunden hätten, seien diese Effekte in Feldstudien nicht nachgewiesen worden. Die Autoren kommen zu dem Schluss, dass die Laborstudien die Konzentration, die Fütterungsdauer und die Futterwahl der Bienen überschätzt haben.
Eine im August 2015 veröffentlichte systematische Übersichtsarbeit (Lundin et al., 2015) untersuchte die Forschungsmethoden und -lücken zu Neonicotinoiden und Bienen anhand von 216 bis Juni 2015 veröffentlichten Einzelstudien. Die Autoren kamen zu dem Schluss, dass trotz zahlreicher Forschungsaktivitäten noch erhebliche Wissenslücken bestehen. Die meisten Studien beschäftigten sich mit Europa und Nordamerika sowie einigen wenigen Nutzpflanzen (Mais, Raps, Sonnenblume) und Spezies (hauptsächlich Apis mellifera), obwohl die Zusammenhänge in anderen Regionen, Nutzpflanzen und Spezies möglicherweise anders geartet seien. Hinzu komme trotz vieler Laborstudien ein Mangel an Feldstudien, und bei Feldstudien habe man vor allem die Exposition der Bienen hinsichtlich Neonicotinoiden untersucht, Erkenntnisse zu den Auswirkungen dieser Exposition seien jedoch unzureichend vorhanden. Des Weiteren konzentrierte sich die Forschung bisher auf individuelle Bienen, wenngleich die Effekte auf Bienenkolonien anders ausfallen können. Wenngleich es Hinweise auf Interaktionen zwischen unterschiedlichen Insektizidklassen sowie synergistische Insektizid-Pathogen-/Parasiteninteraktionen gebe, seien letztere unter realistischen Feldbedingungen möglicherweise überschätzt worden. Auch müsse die Forschung noch aufklären, wie relevant Neonicotinoide im Vergleich zu anderen möglichen Ursachen von Bienensterben sind.
Eine 2019 veröffentlichte Feldstudie zeigt, dass Clothianidin weniger für Honigbienen als vielmehr für Wildbienen wie Hummeln schädlich ist. Dies könnte damit zusammenhängen, dass Honigbienen auf Grund der Größe ihrer Bienenvölker robuster sind als Wildbienen und sie deshalb einen individuellen Verlust besser ausgleichen können.

## Regulierung

### Europäische Union
In der EU und 21 Mitgliedsstaaten ist die Anwendung von Clothianidin zugelassen, war aber aufgrund von Risiken für Honigbienen ab dem 1. Dezember 2013 für zunächst zwei Jahre für mehrere wichtige Verwendungen, wie der Saatgutbeizung von Mais und Raps, stark eingeschränkt (siehe Neonicotinoide#EU-Beschränkungen ab 2013). Die Erlaubte Tagesdosis beträgt 0,097, die Akute Referenzdosis 0,1 und die Annehmbare Anwenderexposition 0,1 Milligramm pro Kilogramm Körpergewicht und Tag.
Ein am 28. Februar 2018 veröffentlichtes Gutachten der EFSA bestätigte die Risiken für Wild- und Honigbienen. Dieses Gutachten ist die Grundlage für weitere Zulassungsentscheidungen bzw. -einschränkungen.
Die meisten Zulassungen clothianidinhaltiger Beizmittel gelten für Mais, Zuckerrübe und Raps. Einige weitere Zulassungen gibt es in wenigen Ländern für Getreide, Senf, Mohn und Chicoree. In Frankreich ist die Ausbringung des Wirkstoffs ausschließlich in Granulatform bei Mais erlaubt.
In Österreich ist ein Pflanzenschutzmittel mit dem Wirkstoff erhältlich.
Am 27. April 2018 hat die EU-Kommission in einer Abstimmung ein Verbot für Freilandkulturen beschlossen.
Im August 2018 wurde die Zulassung für die Verwendung im Freiland zum 18. September 2018 widerrufen. Pflanzenschutzmittel mit diesem Wirkstoff dürfen nur noch in dauerhaft errichteten Gewächshäusern und zur Behandlung von Saatgut, das zur Ausbringung im Gewächshaus bestimmt ist, angewendet werden. Behandeltes Saatgut, welches für die Aussaat im Freiland vorgesehen ist, durfte bis zum 18. Dezember 2018 ausgesät werden.
Die Zulassung in der EU lief am 31. Januar 2019 aus. Trotzdem bleibt die Anwendung in zwei Mitgliedstaaten erlaubt. Zudem wird der von der BASF hergestellte Wirkstoff auch auf dem brasilianischen Markt vertrieben.
In Bezug auf das Verbot klagte Bayer vor dem Europäischen Gerichtshof, welcher das Verbot jedoch im Mai 2021 bestätigte.

### USA und Kanada
Das Natural Resources Defense Council (NRDC) klagte im August 2008 im Rahmen des Freedom of Information Act (FOIA) von der Environmental Protection Agency (EPA) die Herausgabe von Informationen zu Clothianidin und Bienensterben ein. Die EPA wies die Vorwürfe zurück und erklärte, sie habe derartige Informationen nie verheimlicht. Die Klage des NRDC wurde im Oktober 2009 abgewiesen.
Die zuständige Bundesbehörde in Kanada, Santé Canada, hat die Wirkstoffe Clothianidin und Thiamethoxam ab August 2018 reguliert, mit dem Ziel, sie in 5 Jahren (also 2023) vollständig zu verbieten. Bis dahin sollen die Farmer Alternativen in der Anwendung prüfen und können Restbestände aufbrauchen. 2021 wurde das Verbot verworfen.